# Arnaud Dubois
Arnaud Dubois, né le 2 mai 1986 à Verviers, est un coureur cycliste belge, spécialiste du BMX et du VTT. 

## Biographie
À l'âge de 6 ans, Arnaud Dubois apprend à faire du BMX. À 7 ans, il devient pour la première fois champion de Belgique chez les jeunes. Il court principalement en France, car le niveau y est plus élevé qu'en Belgique. En 2008, le BMX fait son introduction aux Jeux olympiques d'été de 2008 à Pékin. Bien qu'il ait obtenu suffisamment de points, il n'a pas rempli l'exigence supplémentaire du Comité Olympique Belge d'appartenir au top 16 des meilleurs coureurs mondiaux et n'est donc pas qualifié.
En 2012, il parvient à se qualifier pour les Jeux olympiques d'été de 2012 à Londres, malgré une blessure au genou. Il devient le premier Belge à concourir dans cette discipline olympique, mais est éliminé dès les quarts de finale. Sacré 18 fois champion de Belgique entre 1996 et 2013, il arrête sa carrière en 2015.

## Palmarès en BMX

### Jeux olympiques
- Londres
  - Éliminé en quarts de finale du BMX

### Coupe du monde
- 2006 : 4e du classement général, un podium sur la manche de San José

### Championnats d'Europe
- 2003
  -  Médaillé d'argent du BMX juniors
- 2004
  -  Champion d'Europe de BMX juniors
- 2009
  -  Médaillé d'argent du BMX

## Palmarès en VTT
- 2009
  -  Champion de Belgique de four-cross